# Master Junior Formula
De Master Junior Formula was een Spaans racekampioenschap. Het kampioenschap is bedoeld voor coureurs die net uit de kartsport komen. Het is een opstapklasse naar de Spaanse Formule 3. Het is ook bekend als de Spaanse Formule BMW omdat de klasse met dezelfde auto's rijdt. Het kampioenschap bestaat sinds 2005. Dit kampioenschap is de opvolger van de Formula Baveira.

## De auto
De auto heeft een 140 pk sterke BMW-motor. Het chassis is een koolstofvezel monocoque. De auto gaat van 0 tot 100 km/u in 3,8 seconden en heeft een topsnelheid van 240 km/u. De auto is een Schübell-BMW FB02.

## Kampioenen
| Jaar | Coureur            | Team                  |
| ---- | ------------------ | --------------------- |
| 2005 | Iago Rego Rosende  |                       |
| 2006 | Daniel Campos-Hull |                       |
| 2007 | Isaac Lopez        | Emilio de Villota.com |